# The Grapes of Wrath (film)
The Grapes of Wrath is een film uit 1940 onder regie van John Ford. De film is gebaseerd op het gelijknamige boek van John Steinbeck uit 1939 dat de Pulitzer Prize won. Henry Fonda en Jane Darwell spelen de hoofdrollen. De film werd genomineerd voor zeven Oscars en won er twee.
De film gaat over een familie die zich staande probeert te houden gedurende de Grote Depressie. Het was in 1989 een van de eerste 25 films om geselecteerd te worden voor de National Film Registry.

## Verhaal
De film begint met Tom Joad die uit de gevangenis wordt vrijgelaten. Hij reist naar zijn familieboerderij in Oklahoma, enkel om te ontdekken dat deze inmiddels verlaten is. Hij herkent hier ex-priester Jim Casy. Casy heeft ooit Tom als kind gedoopt, maar is nu zijn gezonde verstand verloren. Hij leidt John uiteindelijk naar zijn familie, die verblijft bij Uncle John. Zijn familie ontvangt hem met open armen. Ze onthullen dat hun boerderij door de bank in beslag is genomen en dat ze nu van plan zijn om naar Californië te reizen. Ze hebben namelijk gehoord dat er daar makkelijk aan werk is te komen.
De familie Joad bestaat uit 12 leden, maar ze besluiten desondanks met zijn allen richting Californië te trekken in een oude truck. De reis blijkt echter zwaar en fysiek uitputtend. Ze zijn de gehele dag onderweg en hebben maar weinig voedsel. De zwakke grootvader van de familie is de eerste die overlijdt. De familie begraaft hem langs de kant van de weg en trekt vervolgens verder.
In een kamp waar ze overnachten ontmoeten ze een gedesillusioneerde man die onlangs in Californië is geweest. Hij drijft de spot met Pa Joads optimistische gedachten over het leven in Californië en vertelt over zijn verschrikkelijke ervaringen en de slechte omstandigheden in de staat. Desondanks besluit de familie door te gaan. Niet veel later arriveren ze bij een overnachtingskamp. Het is hier stampvol met andere hongerigen die om eten bedelen bij de Joad familie. Ze beseffen dat ze kaalgeplukt worden en vluchten al snel de kamp weer uit.
Later komt de familie aan bij een ander kamp, Keene Ranch genaamd . Ze weten hier banen te krijgen en denken er hun geluk te kunnen vinden. Ze komen erachter dat de voedselprijzen in de lokale winkel relatief hoog liggen. Het blijkt echter de enige winkel in de gehele omgeving te zijn. Tom komt later een groep stakers tegen. Hij is nieuwsgierig en gaat mee naar een geheime bijeenkomst in de bossen.
De bijeenkomst wordt echter ontdekt en al snel loopt het uit op een achtervolging, waarbij Casy doodgeschoten wordt. Tom probeert hem nog te verdedigen door een politieman dood te schieten, maar voor Casy het is al te laat. Tijdens de achtervolging loopt Tom een ernstige wonde op in zijn gezicht en hij beseft dat het hierdoor simpel is voor de agenten om hem te herkennen.
Die avond schuilt Tom onder matrassen van de truck. De familie Joad wordt nog ondervraagd over de moord op de agent, maar ze weten succesvol te ontvluchten. Eenmaal boven op de berg is er geen benzine meer. Ze weten vlak bij hun truck Wheat Patch te vinden, dit is een kamp dat door de United States Department of Agriculture wordt onderhouden. Tom maakt duidelijk Casy's wens te willen vervullen: vechten voor sociale gerechtigheid.

## Rolverdeling
| Acteur           | Personage   |
| ---------------- | ----------- |
| Henry Fonda      | Tom Joad    |
| Jane Darwell     | Ma Joad     |
| John Carradine   | Casy        |
| Charley Grapewin | Grootvader  |
| Dorris Bowdon    | Rosasharn   |
| Russell Simpson  | Pa Joad     |
| O.Z. Whitehead   | Al          |
| John Qualen      | Muley       |
| Eddie Quillan    | Connie      |
| Zeffie Tilbury   | Grootmoeder |
| Frank Sully      | Noah        |
| Frank Darien     | Uncle John  |
| Darryl Hickman   | Winfield    |
| Shirley Mills    | Ruth Joad   |
| Roger Imhof      | Thomas      |

## Achtergrond
Volgens filmcriticus Roger Ebert was de samenwerking van Darryl F. Zanuck en John Ford met deze film opmerkelijk, aangezien beide mannen een conservatief zicht hadden op de politiek. Zanuck was ervan op de hoogte dat Fonda hunkerde naar de rol van Tom Joad. Juist om die reden kondigde hij aan Tyrone Power te kiezen. Fonda zette een gesprek op en Zanuck gaf hem de rol, op voorwaarde dat hij acht films zou maken voor 20th Century Fox. Op een gegeven moment dacht actrice Beulah Bondi gekozen te zijn in de rol na een succesvolle auditie. Ze verhuisde zelfs naar het platteland om volledige ervaring op te doen. Later bleek dat Jane Darwell de rol had gekregen.
De film werd binnen 7 weken opgenomen en de productie vond plaats tussen 4 oktober en 16 november 1939.

## Ontvangst
Toen de film in 1940 werd uitgebracht, kreeg hij voornamelijk positieve reacties. Wel kwam er kritiek op de politieke visies van de film. Zo zou het "té Links" zijn. Tegenwoordig wordt de film beschouwd als een Amerikaanse klassieker en wordt nog altijd gebruikt als lesmateriaal voor universiteiten.

## Oscars
Gewonnen
- Academy Award voor Beste Vrouwelijke Bijrol (Jane Darwell)
- Academy Award voor Beste Regie (John Ford)

Genomineerd
- Academy Award voor Beste Film
- Academy Award voor Beste Acteur (Henry Fonda)
- Academy Award voor Beste Geluid (Edmund H. Hansen)
- Academy Award voor Beste Montage (Robert L. Simpson)
- Academy Award voor Beste Scenario (Nunnally Johnson)